# ガーディアン 陰・獣・教・室
『 ガーディアン 陰・獣・教・室 』（原題：『The Halfway House』）は、アメリカ合衆国による制作のホラー映画。日本では劇場未公開で、配給したのはアルバトロス・コア。
原題の『The Halfway House』は、「麻薬中毒者、囚人、精神障害持ちの人間が、社会生活に順応するのを支援する施設」「物事の進行の中間点」「旅の途中で立ち寄る場所」の意味。

## ストーリー
1人の少女がジョギングの最中に突然何者かに攫われた。その少女の姉であるラリッサ・モーガンは、妹の捜索願を出すために警察に来ていた。巡査部長のディック・シーンによれば、妹が失踪したと思われる現場付近に「マグダラのマリア更生施設」なる施設があり、ここでは毎月のように失踪届が出ているという。
ラリッサは素性を隠したうえでこの更生院に潜入するが、そこには恐るべき事実が待ち受けていた。

## キャスト
| 役名               | 俳優                             | 日本語吹替 |
| ------------------ | -------------------------------- | ---------- |
| ラリッサ・モーガン | ジャネット・トレイシー・ケイザー | 山田美穂   |
| シスター・セシリア | メアリー・ウォロノフ             | 一城みゆ希 |
| ディック           | ショーン・サヴェージ             | 蓮池龍三   |
| チェリー           | ステファニー・レイス             | 鍋田カホル |
| エディ             | モニカ・シェア                   | 北西純子   |
| アンジェリーナ     | アフィーナ・デモス               | 小橋知子   |
| フォガッティ神父   | ジョセフ・タトナー               | 佐藤晴男   |
| 警視               | マイク・ギャグリオ               | 川村拓央   |
| ラトゥカス         | クリーヴ・ホール                 |            |